# Warren (Vermont)
Pour les articles homonymes, voir Warren.
Warren est une municipalité américaine de l'État du Vermont, située dans le comté de Washington. Lors du recensement de 2020, sa population s'élevait à 1 977 habitants.

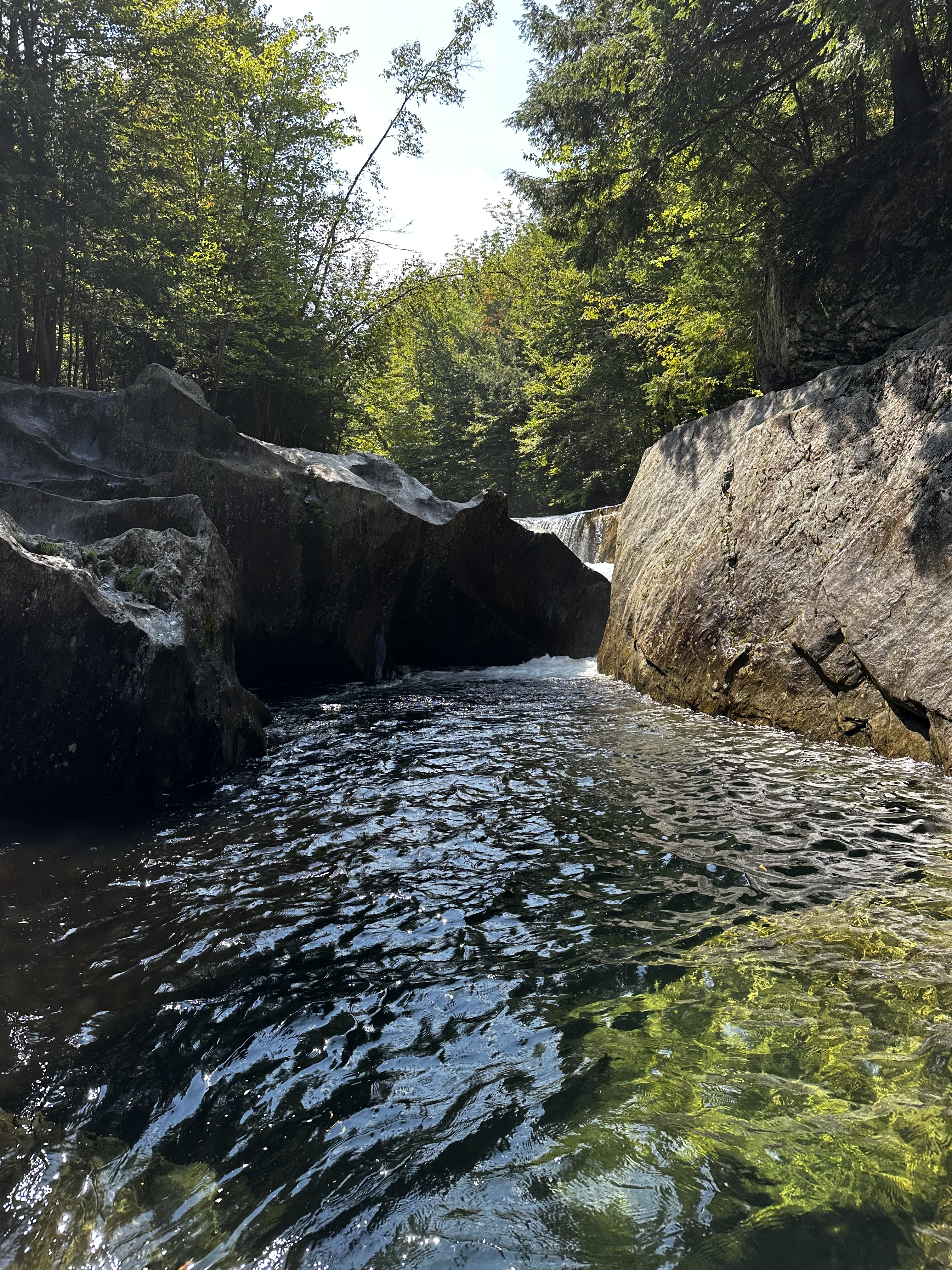
Les chutes Warren en septembre 2023

## Géographie
Warren s'étend sur 103,5 km2 dans le centre du Vermont, au sud-ouest de Montpelier, entre deux crêtes des montagnes Vertes. La Mad traverse le territoire du nord au sud et arrose le chef-lieu Warren Village.
| Fayston | Waitsfield | Northfield |
| Lincoln | Warren     | Roxbury    |
|         | Granville  |            |

## Histoire
Le village est créé en 1789 et baptisé en l'honneur de Joseph Warren, héros de la guerre d'indépendance.

## Politique et administration
La municipalité est administrée par un conseil de cinq membres élus (Selectboard) qui est responsable de la conduite générale des affaires locales. Il a pour fonctions de publier les règlements locaux, préparer le budget, superviser toutes les dépenses, gérer les employés municipaux et contrôler les bâtiments et les biens publics. Il est assisté de « justices de paix » élus et d'un administrateur (clerk town), réunis au sein du Conseil de l'autorité civile.

## Économie
La principale activité économique est représentée par la station de ski de Sugarbush Resort, ouverte en 1958, qui est établie au nord-ouest de Warren, dans les montagnes Vertes.